# Кортні Кокс
Кортні Басс Кокс  (англ. Courteney Bass Cox, 15 червня 1964, Бірмінгем, Алабама, США) — американська акторка, продюсерка, режисерка, сценаристка, колишня модель. В Україні найбільш відома роллю Моніки Ґеллер у телесеріалі «Друзі», роллю Джулс Кобб у серіалі Місто хижачок та Ґейл Везерс у тетралогії «Крик».

## Життєпис
Кортні Басс Кокс народилася у багатій родині. Її батько Річард Л. Кокс був успішним бізнесменом, а мати Кортні домогосподаркою. У Кортні є дві старші сестри (Дотті Пікет та Вірджинія Кокс), старший брат (Річард Кокс) та 9 зведених братів і сестер. Її батьки розлучилися в 1974 році, батько переїхав у Флориду, а Кортні виховувала мати.
Кокс виросла в Маунтін-Брук, штат Алабама. Там вона закінчила середню школу, де входила до групи підтримки, була тенісисткою та плавчинею. Після цього вступила в Університет Вернон у Вашингтоні, щоб вивчати архітектуру і дизайн інтер'єрів. Через рік полишила навчання заради кар'єри моделі. Працюючи моделлю, відвідувала курси акторської майстерності і згодом позбулася свого південного акценту.
Кокс зустрічалася зі співаком Адамом Дьюріцем та актором Майклом Кітоном. На зйомках фільму «Крик» познайомилася з актором Девідом Аркеттом, 12 червня 1999 одружилася з ним і змінила прізвище на Кокс-Аркетт. 13 червня 2004 року народила дочку Коко Райлі Аркетт. Її партнерка по серіалу «Друзі», Дженніфер Еністон, стала хрещеною мамою дівчинки.
2012 року чоловік подав на розлучення, і 2013 року Кокс розлучилася з Аркеттом та повернула дошлюбне прізвище.

## Фільмографія

### Акторка

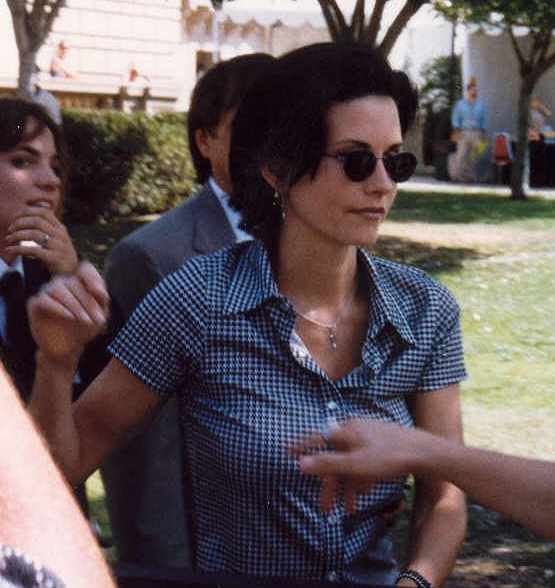
Кокс у вересні 1995 року

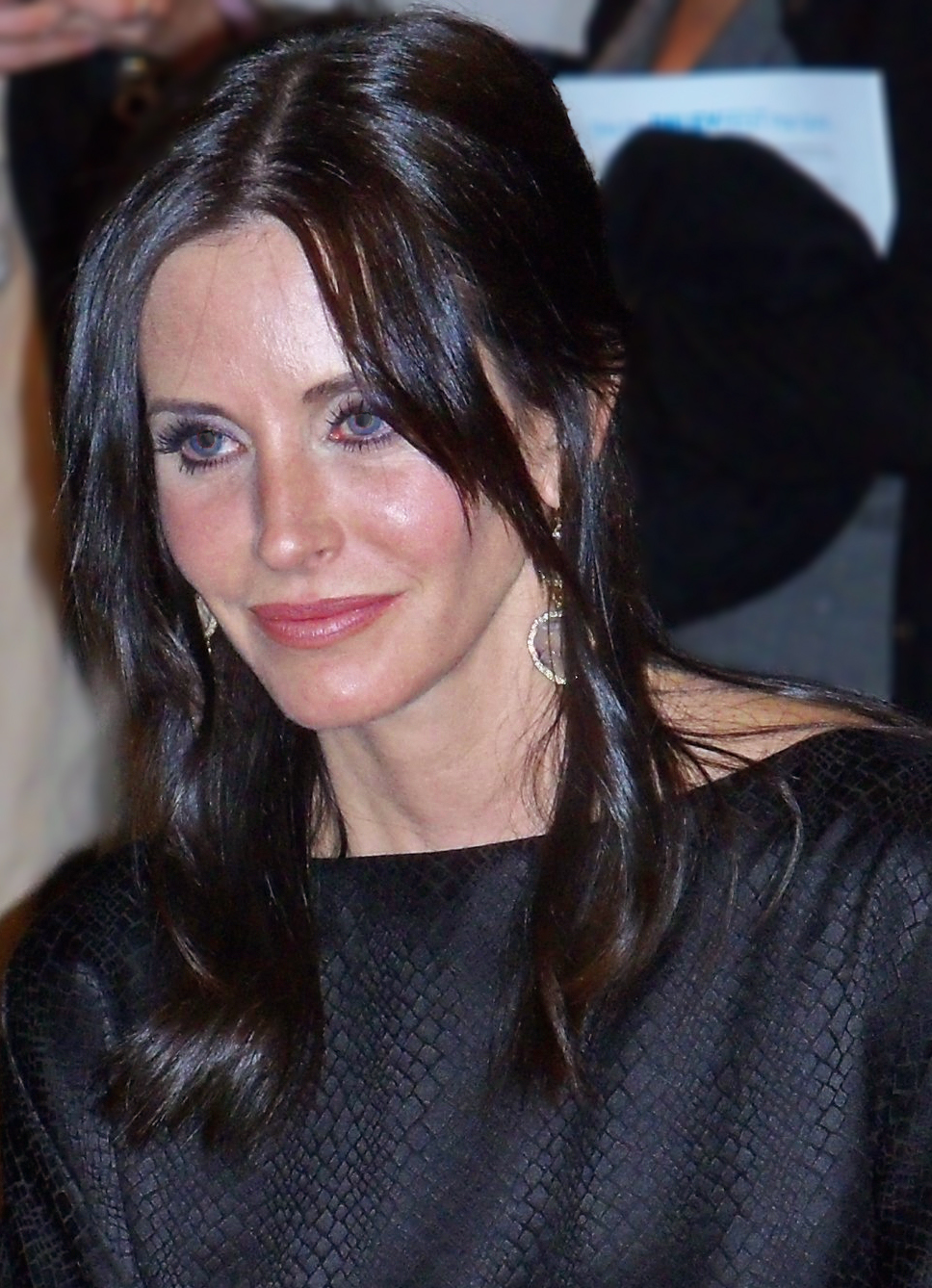
Кокс у березні 2012 р.

| Рік       |     | Українська назва                                       | Оригінальна назва                                           | Роль                    |
| --------- | --- | ------------------------------------------------------ | ----------------------------------------------------------- | ----------------------- |
| 1984      | кф  | Брюс Спрінгстін: Танці в темряві                       | Bruce Springsteen: Dancing in the Dark                      |                         |
| 1984      | с   | Як обертається світ                                    | As the World Turns                                          | Банні                   |
| 1985      | с   |                                                        | Code Name: Foxfire                                          | бортпровідниця          |
| 1985—1988 | с   | Мученики науки                                         | Misfits of Science                                          | Глорія Діналло          |
| 1986      | с   | Човен кохання                                          | The Love Boat                                               | Керол                   |
| 1986      | с   | Вона написала вбивство                                 | Murder, She Wrote                                           | Керол Банністер         |
| 1986      | тф  | Сільван у раю                                          | Sylvan in Paradise                                          | Люсі Еппл               |
| 1987      | тф  | Якщо сьогодні вівторок, це все ще повинна бути Бельгія | If It's Tuesday, It Still Must Be Belgium                   | Гана Вайшоскі           |
| 1987—1989 | с   | Сімейні узи                                            | Family Ties                                                 | Лорен Міллер            |
| 1987      | ф   | Вниз по витій                                          | Down Twisted                                                | Тара                    |
| 1987      | ф   | Володарі Всесвіту                                      | Masters of the Universe                                     | Джулія Вінстон          |
| 1988      | ф   | Кокон 2                                                | Cocoon: The Return                                          | Сара                    |
| 1988      | тф  | Я буду вдома на Різдво                                 | I'll Be Home for Christmas                                  | Нора Банді              |
| 1989      | тф  | Роксана: Премія Пулітцера                              | Roxanne: The Prize Pulitzer                                 | Джекі Кімберлі          |
| 1989      | тф  | Коли ми зустрінемося знову                             | Till We Meet Again                                          | Марі-Фредерік де Лансер |
| 1990      | тф  | Цікавість убиває                                       | Curiosity Kills                                             | Гвен                    |
| 1990      | ф   | Трясти дерево                                          | Shaking the Tree                                            | Кетлін                  |
| 1990      | ф   | Містер Доля                                            | Mr. Destiny                                                 | Джевел Джаггер          |
| 1991      | ф   | Блакитна пустеля                                       | Blue Desert                                                 | Ліза Робертс            |
| 1991      | с   | Мортон і Гейз                                          | Morton & Hayes                                              | Принцеса Люсі           |
| 1992      | с   | Як у кіно                                              | Dream On                                                    | Аліша                   |
| 1992      | тф  | Заради дитини                                          | Battling for Baby                                           | Кетрін                  |
| 1992      | ф   | Протилежна стать, і як з нею жити                      | The Opposite Sex and How to Live with Them                  | Керрі Девенпорт         |
| 1993      | с   | Проблеми з Ларрі                                       | The Trouble with Larry                                      | Габріелла Есден         |
| 1994      | с   | Сайнфелд                                               | Seinfeld                                                    | Меріл                   |
| 1994—2004 | с   | Друзі                                                  | Friends                                                     | Моніка Е. Геллер        |
| 1994      | ф   | Ейс Вентура: Розшук домашніх тварин                    | Ace Ventura: Pet Detective                                  | Мелісса Робінсон        |
| 1995      | тф  | Малювальник 2: Руки, які бачать                        | Sketch Artist II: Hands That See                            | Еммі                    |
| 1995      | с   | Шоу Ларрі Сандерса                                     | The Larry Sanders Show                                      | Кортні Кокс             |
| 1996      | ф   | Крик                                                   | Scream                                                      | Гейл Везерс             |
| 1997      | ф   | Заповіді                                               | Commandments                                                | Рейчел Люс              |
| 1997      | ф   | Крик 2                                                 | Scream 2                                                    | Гейл Везерс             |
| 1999      | ф   | Скажені гроші                                          | The Runner                                                  | Карина                  |
| 1999      | мс  | Казкові історії для всіх дітей                         | Happily Ever After: Fairy Tales for Every Child             | Emerald Salt Pork       |
| 2000      | с   |                                                        | WCW Monday Nitro                                            | Кортні Кокс Аркетт      |
| 2000      | ф   | Крик 3                                                 | Scream 3                                                    | Гейл Везерс             |
| 2001      | ф   | 3000 миль до Грейсленда                                | 3000 Miles to Graceland                                     | Сібіл Вейнгроу          |
| 2001      | ф   | А ось і доктор                                         | The Shrink Is In                                            | Саманта Крамб           |
| 2001      | ф   | Скоро все налагодиться                                 | Get Well Soon                                               | Лілі Чарльз             |
| 2004      | ф   | Листопад                                               | November                                                    | Софі Джейкобс           |
| 2004      | тф  |                                                        | Friends: The One Before the Last One — Ten Years of Friends | Моніка Геллер-Бінг      |
| 2005      | кф  |                                                        | Friends Gag Reel: Season 9                                  | Моніка Геллер-Бінг      |
| 2005      | ф   | Все або нічого                                         | The Longest Yard                                            | Лена                    |
| 2006      | ф   | Капітан Зум: Академія супергероїв                      | Zoom                                                        | Марша Голловей          |
| 2006      | ф   | Мандрівник                                             | The Tripper                                                 | хіппі                   |
| 2006      | мф  | Роги і копита                                          | Barnyard                                                    | Корова Дейзі            |
| 2007—2008 | с   | Жовта преса                                            | Dirt                                                        | Люсі Шпіллер            |
| 2008      | кф  | Любовний трикутник                                     | Alien Love Triangle                                         | Аліса                   |
| 2008      | кф  | Понеділок перед Днем подяки                            | The Monday Before Thanksgiving                              | Сісі                    |
| 2008      | ф   | Казки на ніч                                           | Bedtime Stories                                             | Венді                   |
| 2009      | с   | Клініка                                                | Scrubs                                                      | доктор Тейлор Меддокс   |
| 2009—2011 | с   | Вебтерапія                                             | Web Therapy                                                 | Серена Дюваль           |
| 2009—2015 | с   | Звабливі та вільні                                     | Cougar Town                                                 | Джулс Кобб              |
| 2011      | с   | Приватна практика                                      | Private Practice                                            | жінка                   |
| 2011      | ф   | Крик 4                                                 | Scream 4                                                    | Гейл Везерс             |
| 2012      | тф  |                                                        | TalhotBlond                                                 | Аманда                  |
| 2012      | кф  |                                                        | Got Rights?                                                 | знаменитість            |
| 2013      | с   | На старт!                                              | Go On                                                       | Талія                   |
| 2014—2016 | с   | П'яна історія                                          | Drunk History                                               | Едіт Вільсон            |
| 2015      | с   | Ледве відомий                                          | Barely Famous                                               | камео                   |
| 2016      | ф   | День матері                                            | Mothers and Daughters                                       | Бет                     |
| 2016      | тф  | Благодійна справа                                      | Charity Case                                                | Гейлі                   |
| 2018      | с   | Безсоромні                                             | Shameless                                                   | Джен Вагнер             |
| 2021      | док | Друзі: Возз'єднання                                    | Friends: The Reunion                                        | у ролі самої себе       |
| 2022      | ф   | Крик                                                   | Scream                                                      | Гейл Везерс             |
| 2022      | с   | Сяюча долина                                           | Shining Vale                                                | Патріша Фелпс           |
| 2023      | ф   | Крик 6                                                 | Scream 6                                                    | Гейл Везерс             |
| 2026      | ф   | Крик 7                                                 | Scream 7                                                    | Гейл Везерс             |

### Продюсерка, режисерка, сценаристка
| Рік       |    | Українська назва            | Оригінальна назва              | Роль                            |
| --------- | -- | --------------------------- | ------------------------------ | ------------------------------- |
| 2001      | ф  | А ось і доктор              | The Shrink Is In               | виконавча продюсерка            |
| 2004      | с  |                             | Mix It Up                      | виконавча продюсерка            |
| 2005—2007 | с  |                             | Daisy Does America             | виконавча продюсерка            |
| 2005      | тф | Брудна білка                | Dirt Squirrel                  | виконавча продюсерка            |
| 2005      | тф |                             | Talk Show Diaries              | виконавча продюсерка            |
| 2005      | тф |                             | The MidNightly News            | виконавча продюсерка            |
| 2006      | ф  | Мандрівник                  | The Tripper                    | продюсерка                      |
| 2007—2008 | с  | Жовта преса                 | Dirt                           | виконавча продюсерка            |
| 2008      | кф |                             | The Butler's in Love           | виконавча продюсерка            |
| 2008      | кф | Понеділок перед Днем подяки | The Monday Before Thanksgiving | режисерка, сценаристка          |
| 2009—2015 | с  | Звабливі та вільні          | Cougar Town                    | режисерка, виконавча продюсерка |
| 2012      | тф |                             | TalhotBlond                    | режисерка, продюсерка           |
| 2014      | ф  | Перш ніж я піду             | Just Before I Go               | режисерка, продюсерка           |
| 2014—2017 | с  |                             | Celebrity Name Game            | виконавча продюсерка            |
| 2016      | тф | Благодійна справа           | Charity Case                   | виконавча продюсерка            |

## Нагороди та номінації
| Нагорода                       | Рік  | Категорія                                                       | Робота              | Результат |
| ------------------------------ | ---- | --------------------------------------------------------------- | ------------------- | --------- |
| Золотий глобус                 | 2010 | Найкраща жіноча роль телесеріалу — комедія або мюзикл           | Місто хижачок       | Номінація |
| Еммі                           | 2021 | Найкраща спеціальна розважальна, музична або комедійна програма | Друзі: Возз'єднання | Номінація |
| Премія Гільдії кіноакторів США | 1996 | Найкращий акторський склад у комедійному телесеріалі            | Друзі               | Перемога  |
| Премія Гільдії кіноакторів США | 1999 | Найкращий акторський склад у комедійному телесеріалі            | Друзі               | Номінація |
| Премія Гільдії кіноакторів США | 2000 | Найкращий акторський склад у комедійному телесеріалі            | Друзі               | Номінація |
| Премія Гільдії кіноакторів США | 2001 | Найкращий акторський склад у комедійному телесеріалі            | Друзі               | Номінація |
| Премія Гільдії кіноакторів США | 2002 | Найкращий акторський склад у комедійному телесеріалі            | Друзі               | Номінація |
| Премія Гільдії кіноакторів США | 2003 | Найкращий акторський склад у комедійному телесеріалі            | Друзі               | Номінація |
| Премія Гільдії кіноакторів США | 2004 | Найкращий акторський склад у комедійному телесеріалі            | Друзі               | Номінація |
| Вибір телевізійних критиків    | 2011 | Найкраща акторка комедійного серіалу                            | Місто хижачок       | Номінація |
| MTV Movie & TV Awards          | 2023 | Найкраща бійка                                                  | Крик 6              | Перемога  |
| Сатурн                         | 1998 | Найкраща акторка другого плану                                  | Крик 2              | Номінація |
| Сатурн                         | 2022 | Найкраща акторка в телевізійному / кабельному телесеріалі       | Сяюча долина        | Номінація |